# Astrid Schop
Astrid Schop (ur. 1 grudnia 1965 w Amstelveen) – holenderska kolarka szosowa i torowa, dwukrotna medalistka szosowych mistrzostw świata.

## Kariera
Największy sukces w karierze Astrid Schop osiągnęła w 1990 roku, kiedy wspólnie z Leontien Van Moorsel, Monique Knol i Corą Westland zdobyła złoty medal w drużynowej jeździe na czas na szosowych mistrzostwach świata w Utsunomiya. Na rozgrywanych rok później mistrzostwach świata w Stuttgarcie reprezentacja Holandii w składzie: Cora Westland, Astrid Schop, Monique Knol i Monique de Bruin wywalczyła w tej samej konkurencji srebrny medal. Ponadto w 1990 roku wygrała francuski Chrono des Herbiers, a rok później była najlepsza w kryterium ulicznym w Vreeland. W 1991 roku zdobyła także dwa medale na mistrzostwach Holandii: brązowy na torze w wyścigu punktowym oraz srebrny na szosie w indywidualnej jeździe na czas. Nigdy nie wzięła udziału w igrzyskach olimpijskich.